# Enesidemo
Enesidemo di Cnosso (in greco antico: Αἰνησίδημος?, Ainēsídēmos; Cnosso, 80 a.C. circa – Alessandria d'Egitto, 10 a.C. circa) è stato un filosofo scettico greco antico.
Lo scopo generale della sua opera è quello di stabilire che nulla può essere compreso in modo stabile né mediante la sensazione, né mediante il pensiero; per questo motivo, egli sostiene che né i pirroniani né gli altri filosofi conoscono la verità delle cose.

## Vita e opere
Fece parte dell'Accademia platonica che, dal tempo di Arcesilao fino a Carneade, ebbe un indirizzo scettico. Al tempo di Enesidemo, l'Accademia si divise in fazioni contrastanti, finendo per abbandonare l'indirizzo scettico, allora seguito, a favore di forme di pensiero proprie degli stoici. Uno dei capi, o scolarchi, dell'Accademia, Filone di Larissa, tornò a una forma di scetticismo moderato accettando molte convinzioni e conoscenze, per quanto ritenute non certe, mentre un successivo scolarca, Antioco di Ascalona, propose una filosofia dogmatica e sincretistica dal momento che, secondo lui, il primo Platone, gli stoici e molti altri filosofi avrebbero sostenuto le stesse cose. 
Enesidemo, non accettando che l'Accademia fosse divenuta una scuola a indirizzo stoico, intorno al 43 a.C. fondò una propria scuola ad Alessandria, facendo riferimento alla scuola scettica di Pirrone. Scrisse otto libri di Discorsi pirroniani andati perduti.
Per il suo tentativo di riportare lo scetticismo alla genuina impostazione di Pirrone, Enesidemo fu chiamato il "secondo fondatore della scuola scettica".

## I tropi
Elencò dieci tropi (trópoi), cioè modi, argomenti fondamentali che vogliono dimostrare la necessità di sospendere il giudizio su ogni questione. Così li presenta Sesto Empirico
Il secondo modo…deriva dalla differenza fra gli uomini. Perché se anche per ipotesi si conceda che siano più credibili gli uomini delle bestie, troveremo, a causa delle differenze che esistono fra di noi, indotta una sospensione del giudizio. Delle due parti di cui si dice che l'uomo sia composto, l'anima e il corpo, per ognuna di queste differiamo fra noi…Perciò anche nel desiderare e fuggire le cose c'è molta differenza…e della grande, anzi infinita differenza fra le menti degli uomini è massima prova la discrepanza fra le affermazioni dei dogmatici…anche riguardo a cosa si debba cercare o evitare…anche per questo sarà indotta la sospensione del giudizio. .
…esaminiamo il terzo modo…proveniente dalla differenza fra le sensazioni. Che differiscano fra loro le sensazioni è evidente: le pitture alla vista paiono aver rientranze e sporgenze, non certo al tatto. Il miele appare gradevole alla lingua per alcuni, sgradevole agli occhi.... Perciò quale sia in realtà ognuna di queste cose, non possiamo dire; possiamo dire quale ci appaia di volta in volta.... E non riuscendo i sensi a comprender gli oggetti, neppur la mente ci riesce. Sicché anche per questo discorso pare concludersi la sospensione sugli oggetti esterni.
…prendiamo anche il quarto modo, detto delle circostanze…nei casi dello stato naturale o innaturale, della veglia e del sonno, dell'età, del muoverci o star fermi, dell'odiare o amare, affamati o sazi, ubriachi o astemi, delle predisposizioni, dell'aver coraggio o paura, dolore o gioia. Essendoci così grandi disuguaglianze…è forse facile dire quale appaia ciascun oggetto, non quale sia. 
Il quinto modo riguarda le posizioni, intervalli di tempo e luoghi, poiché per ognuno di questi le stesse cose appaiono differenti. Per esempio lo stesso portico visto da un'estremità pare restringersi, visto stando a metà sembra tutto uguale… lo stesso remo, immerso in parte in acqua sembra spezzato, visto fuori dell'acqua sembra diritto…il collo di una colomba, se diversamente inclinato, sembra di colore diverso. Siccome tutti i fenomeni si vedono in un luogo, in un intervallo, in una posizione…siamo costretti anche da ciò ad arrivare alla sospensione.
Il sesto modo riguarda le mescolanze: …poiché nessun oggetto si coglie in sé stesso, ma almeno con altro, si può ben dire qual è la mescolanza dell'oggetto con ciò che viene percepito insieme; ma non quale sia l'oggetto in sé…
Il settimo modo riguarda le quantità e costituzioni degli oggetti, intendendo per costituzioni le composizioni…per esempio, i granelli di sabbia, presi a uno a uno, paiono ruvidi, messi in un mucchio danno impressione di morbidezza. Così il rapporto di quantità e costituzione confonde la percezione degli oggetti.
L'ottavo modo è quello della relazione…Questo si dica in due sensi: rispetto al giudicante e rispetto alle cose percepite insieme. Che tutto è relativo s'è già detto, rispetto al giudicante, che tutto appare relativo a un dato animale, a un dato uomo, a un dato senso, a una data circostanza; rispetto alle cose percepite insieme, che tutto appare relativo a una data mescolanza, località, composizione, quantità, posizione.
Del nono modo, della continuità o rarità degli incontri, diciamo questo: il Sole è certo molto più impressionante di una cometa; ma poiché vediamo continuamente il Sole e raramente una cometa, noi dalla cometa siamo colpiti tanto da crederla un segno divino, mentre dal Sole non siamo per niente impressionati…possiamo anche dire quale ci appaia ciascuna cosa a seconda della continuità o rarità degli incontri, ma non quale sia, nudo e crudo, ciascuno degli oggetti esteriori.
Il decimo modo che attiene specialmente ai fatti morali, riguarda l'educazione, i costumi, le leggi, le credenze mitiche e le opinioni dogmatiche… Non possiamo dire quale sia di sua natura un oggetto, ma quale appaia a seconda dell'educazione, della legge, del costume ecc. Anche per ciò dobbiamo sospendere il giudizio sulla natura della realtà esterna.»
(Sesto Empirico Schizzi pirroniani, I, 210)
Grazie a questi tropi, Enesidemo giunge ad una completa relativizzazione sia del sapere che del comportamento dell'uomo. Egli mette infatti in rilievo le differenze che sussistono tra gli esseri viventi, tra i regimi politici, tra le varie condotte della vita, tra le costumanze, tra le leggi, e dice pure che i sensi umani sono deboli, che la conoscenza viene condizionata da molte cose esteriori quali le distanze, le grandezze, i movimenti e oltre a ciò dal fatto che non si trovano nelle medesime i giovani e gli anziani, quelli che sono svegli e quelli che dormono, concludendo che l'uomo non ha percezione di nulla allo stato di semplicità o purezza. Infatti a suo avviso tutte le cose sono confuse e vanno considerate come relative.